# Adam Afzelius
Adam Afzelius (1750–1837) va ser un botànic suec i deixeble de Linnaeus. Afzelius nasqué a Larv a Västergötland, Suècia. Va ser professor d'idiomes orientals a la Universitat d'Uppsala el 1777. Era membre de la Reial Acadèmia Sueca de Ciències des de 1793.
Des de 1792 va passar alguns anys a la costa occidental d'Àfrica. Va ser membre de la Royal Society des del 19 d'abil de 1798.
Des de 1802 va ser el president de la "Societat Zoofitolítica" (més tard anomenada Linnéska institutet). El 1823 va publicar una biografia de Carl von Linné.
Era germà de Johan Afzelius (1753–1837) professor de química a Uppsala; i també de Pehr von Afzelius (1760–1843; professor de medicina.
La seva forma abreujada com a botànic és: Afzel..
El 1857, l'espècie de planta Anubias afzelii va rebre aquest nom, en honor seu, per part de Heinrich Wilhelm Schott.